# Distretto di Qingshui
Il distretto di Qingshui (清水區S, Qīngshuǐ QūP) è un distretto della municipalità di Taichung, situata a Taiwan.